# FM estéreo
Las emisiones en la banda de transmisión VHF-II (más conocida popularmente como FM comercial o simplemente FM) tienen unas características especiales y específicas (a nivel frecuencial, de modulación y de ancho de banda) que las hacen idóneas para poder emitir señales estereofónicas.
La FM Estéreo es, pues, modular señales de audio estereofónicas en FM.
Sin embargo, la estereofonía en la radio analógica no es exclusiva de la FM. Al contrario de lo que sucede en Europa, en Norteamérica es muy usual encontrar emisoras de radio AM que emiten en estéreo utilizando el método C-QUAM.

## Historia
A finales de los años 50, en los Estados Unidos se patentaron hasta catorce sistemas diferentes para transmitir señales de radio estéreo sobre modulación de frecuencia los cuales fueron evaluados por la agencia estadounidense  encargada del control de las telecomunicaciones FCC (sigla de Federal Communications Commission).
Cada sistema fue evaluado y puesto a prueba a través de la emisora KDKA-FM (situada en Pittsburgh, Pennsilvania), convirtiéndola en la primera emisora de todo el mundo en emitir en estéreo. 
Las pruebas consistían en evaluar la separación estéreo de los dos canales, la SNR (Relación señal-ruido), los efectos de la propagación multicanal o la posibilidad de incorporar otros servicios mediante subportadoras para comunicaciones subsidiarias autorizadas (SCA).
Después de múltiples pruebas, la FCC concluyó que los dos sistemas más adecuados para emitir en estéreo eran los presentados por General Electric y Zenith Electronics Corporation respectivamente. Estos dos sistemas eran tan parecidos que fueron considerados como uno sólo, y finalmente en abril de 1961, la FCC aprobó este sistema como el estándar para radiodifusión estéreo en FM en los Estados Unidos. Más tarde, la mayoría de países del mundo también adoptarían el mismo estándar.
En Venezuela, entró en actividad la Emisora Cultural de Caracas el 1° de enero de 1975 y, nueve días más tarde, en España, la primera emisora en emitir regularmente en sistema estéreo fue RJ2, el segundo canal de la extinta Radio Juventud de Barcelona (EFJ-15).

## Características

### Compatibilidad con los receptores monofónicos
Una de las características importantes que tenían que tener las emisiones estéreo era garantizar la compatibilidad con los receptores Mono. Es decir, con el paso de mono a estéreo, los usuarios que no tuvieran un receptor de radio estéreo no tenían que notar ningún tipo de cambio ni perder ningún tipo de información. 
Hasta la aparición del estéreo en la radiodifusión, las señales de radio eran Mono y si en el estudio de radio se producía en estéreo, se hacía previamente la mezcla de los dos canales (L+R) para poder emitirlos.
El resultado de esto, es que las emisiones FM monofónicas transportan una única señal de audio en banda base (de 30Hz a 15kHz) que es la suma de los dos canales (L+R). Esta señal L+R se denomina "Señal Suma". 
Si se quiere emitir en estéreo (es decir, pasar de emitir 1 canal a 2 canales) sin perjudicar a los receptores monofonónicos, la Señal Suma (L+R) se tiene que conservar por fuerza.
Para poder emitir en estéreo, lo que se hace es enviar otra señal de audio paralelamente con la señal Suma, que se denomina "Señal Resta". La señal resta no es nada más que la señal resultante de restar los 2 canales L y R (L-R).
Es decir, para emitir radio en estéreo no emitimos directamente los dos canales L y R, sino que emitimos dos señales resultantes de combinar las señales L y R: las señales Suma y Resta.
Señal Suma: {\displaystyle SS=L+R}
Señal Resta: {\displaystyle SR=L-R}
Para recuperar las señales L y R originales, el receptor de radio opera de la siguiente manera; 
Para obtener la señal del canal L (izquierdo), suma la SS con la SR: {\displaystyle SS+SR=(L+R)+(L-R)=L+L=2L} .
Para obtener la señal del canal R (derecho), resta la SS con la SR: {\displaystyle SS-SR=(L+R)-(L-R)=R+R=2R} .
Como observación, podemos ver que cuando el receptor recupera las señales de los canales L y R, los recupera con el doble de la amplitud original.
De este modo, los receptores Mono continuarán recibiendo la misma señal que antes (la señal Suma), y los receptores Estéreo combinarán las señales Suma y Resta de la manera anterior descrita para reproducir los dos canales originales L y R.
Para poder emitir las señales Suma y Resta a la vez (además de otros servicios), estas señales se suman en una señal general que denominamos señal MPX, y que es la señal que finalmente inyectamos al emisor.

### Desviación instantánea de la señal
Los convenios  internacionales indican que la desviación máxima de una señal portadora para FM estéreo tiene que ser de 75kHz.
Esta desviación varía en función de la cantidad de modulación (nivel de los canales de audio L y R) que recibe el modulador.
Para calcular la desviación instantánea se utiliza la fórmula siguiente, donde A y B son las señales de audio L y R con pre-énfasis y {\displaystyle f_{p}}=19 kHz (tono piloto) :
{\displaystyle \left[0.9\left[{\frac {A+B}{2}}+{\frac {A-B}{2}}\sin 4\pi f_{p}t\right]+0.1\sin 2\pi f_{p}t\right]\times 75~\mathrm {kHz} }

### Pre-énfasis
El pre-énfasis es una técnica de reducción de ruido que se aplica en el audio de los canales L y R antes de generar las señales Suma y Resta. Consiste en aumentar la amplitud de las frecuencias agudas, puesto que estas son más sensibles al ruido. En Europa, la constante de tiempo del pre-énfasis es de 50µs, mientras que en América es de 75µs.

## La señal múltiplex (MPX)
La señal MPX o señal estéreo múltiplex es la señal de la que se alimenta el emisor y, por lo tanto, es la señal que se emite y la que se recibe en el receptor. La señal MPX es una señal que contiene las señales de audio Suma y Resta, además de otros servicios como pueden ser los SCA o el Radio Data System (RDS). Con esta señal compuesta es modulada la única frecuencia portadora.
La señal MPX tiene un ancho de banda de 100kHz. 
Es importante también que el audio se recorte a 15kHz tanto en la Señal Suma como en la Resta, para no interferir con servicios contiguos.
El espectro típico de la señal multiplex está compuesto de las siguientes señales: 
- 30Hz a 15kHz: Señal suma de los canales de audio L+R.
- 19 kHz: Piloto estéreo
- 23kHz a 53kHz: Señal resta.
- 57kHz: Servicio de datos RDS
- 67kHz a 94kHz: Servicios de  Autorización de Comunicaciones Subsidiarias (SCA)

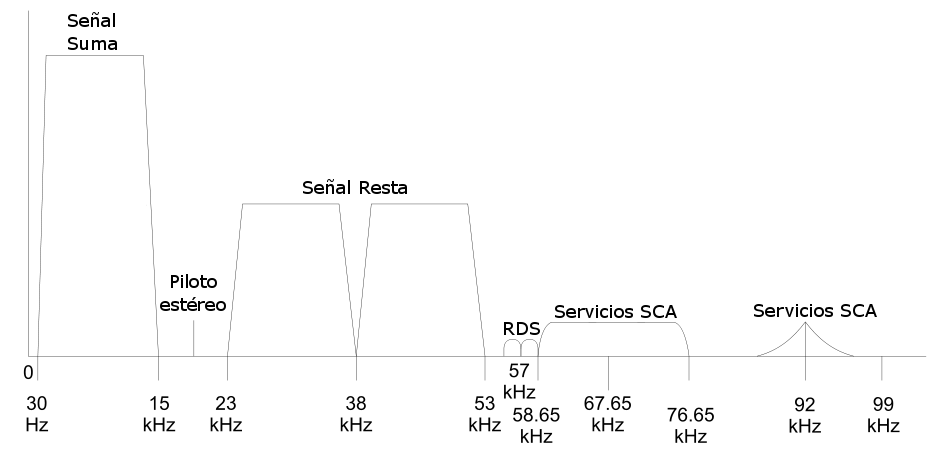
Espectro frecuencial de la señal MPX

### Señal Suma
La Señal Suma se envía en banda base, dentro de la franja de 30Hz a 15kHz.
Esta parte de la MPX (hasta 15kHz) es la única parte que descodifican los receptores monaurales.

### Señal Resta
La señal Resta se envía dentro de la franja de 23kHz a 53kHz, centrada en 38kHz y modulada en DSBSC (Double Side Band Suppressed Carrier Signal). El motivo de modular en DSBSC es que, con esta modulación, no es necesario emitir la señal portadora, de forma que se ahorra energía emitida y se  aprovecha más la potencia efectiva del emisor. Si la señal Resta fuera emitida por separado, sería necesaria la emisión de la portadora de la modulación AM para poder transportar la señal por las ondas, pero cómo sólo es necesaria la AM para modular la portadora  y generar las bandas laterales de la señal, puede ser suprimida la portadora.
Una de las características de la modulación DSBSC es que genera bandas laterales a la señal original (Banda Lateral Inferior y Banda Lateral Superior); esto quiere decir que si tenemos una señal que ocupa 15kHz (cómo es el caso de la Señal Resta), modulada en DSBSC ocupará el doble, en nuestro caso 15·2=30kHz. Por eso la Señal Resta está posicionada frecuencialmente lejos de la Señal Suma. Si la Señal Resta empezara justamente después de la Suma (a partir de 15kHz) habría interferencia porque la Banda Lateral Inferior se solaparía con la señal Suma. Aparte, se tiene que dejar un intervalo frecuencial de guarda para evitar posibles solapamientos y facilitar el filtrado a los equipos.
La supresión de la señal portadora de la Señal Resta conlleva el diseño de un mecanismo que facilite la sincronización y es emitiendo un tono piloto a la frecuencia de 19kHz; así el receptor puede sincronizarse con la señal Resta (centrada a 38kHz) multiplicando el tono por dos: 19·2=38.
Con esto conseguimos regenerar la portadora que evitamos emitir.

### Piloto Estéreo
El piloto estéreo es un tono de 19kHz que tiene la misma fase que la portadora de la Señal Resta (que hemos eliminado previamente), y una amplitud de (normalmente) el 10% de la amplitud total de la señal.
El piloto estéreo tiene tres funciones principales:
- Informa al receptor de que la emisión es estéreo
- Permite regenerar la subportadora de la Señal Resta a 38kHz que no hemos emitido gracias a modular en DSBSC.
- Permite regenerar la subportadora del RDS a 57kHz que no hemos emitido gracias a modular en DSBSC.

### Servicio de datos RDS
El RDS se modula también con DSBSC a una frecuencia de 57kHz. La fase de la señal RDS es la misma que la de la Señal Resta. Así, el receptor puede regenerar la portadora original de la señal y autosincronizarse, multiplicando por 3 el tono de 19kHz (19*3=57kHz).

### Servicios SCA
Los servicios de Autorización de Comunicaciones Subsidiarias (SCA) se modulan a partir de 67kHz. Estos servicios están orientados al sector profesional, y no se pueden sintonizar con radios convencionales. Existen varios tipos de servicios SCA, como por ejemplo la emisión de hilos musicales de pago, "feeds" (enlaces) de radio o telemetría.

## Pasos para generar y recuperar la señal MPX

### En el emisor
- 1.- Genera la Señal Suma.
- 2.- Genera la Señal Resta.
- 3.- Genera un tono piloto de 19kHz
- 4.- Modula en AM la señal Resta a 38kHz con la fase del tono piloto.
- 5.- Elimina la portadora de la señal Resta modulada.
- 6.- Suma la señal Suma (1), la señal Resta sin la portadora (5) y el tono piloto (3).
- 7.- Modula en FM (de 87.5Mhz a 108Mhz) la señal resultante del apartado (6).

Si hubiera RDS, este se inyectaría directamente al emisor por la entrada de señal múltiplex. Previamente, el emisor tiene que haber proporcionado al codificador RDS la fase del tono piloto de 19kHz.

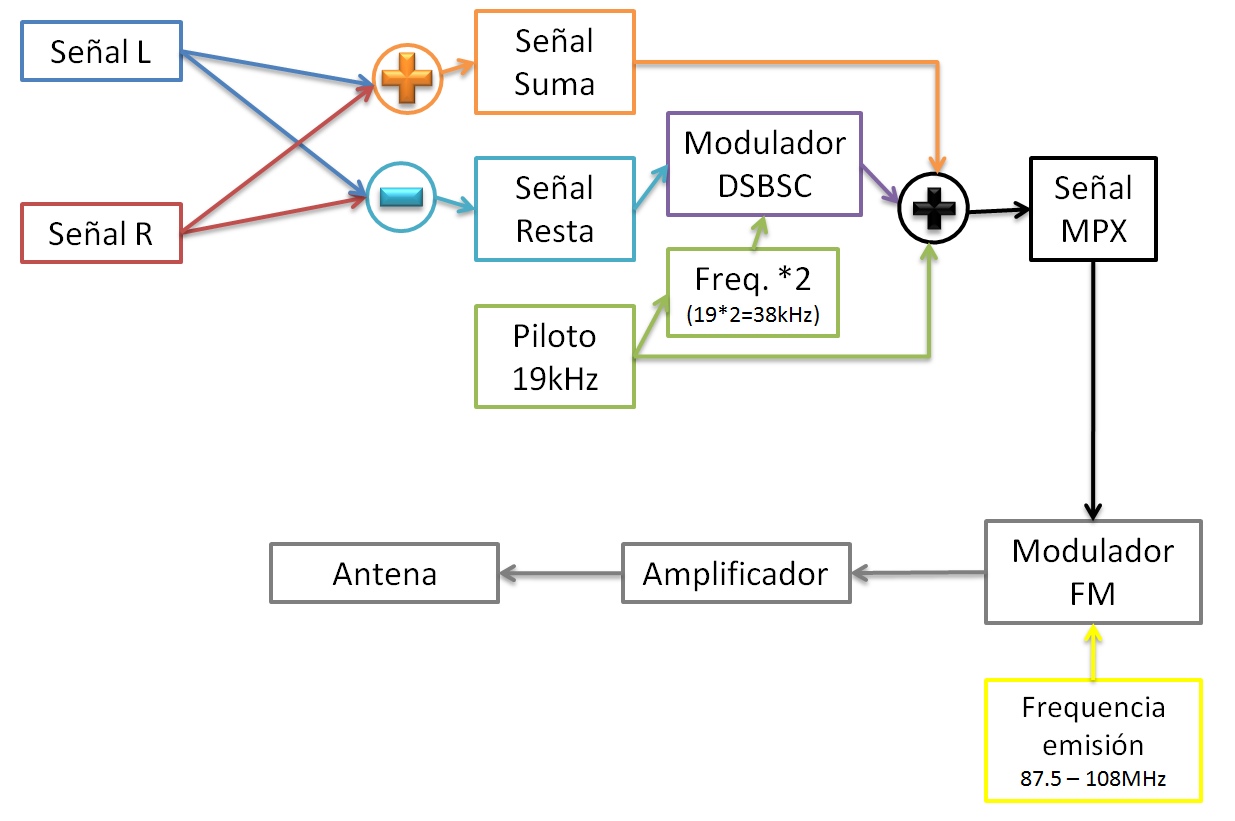
Diagrama de generación y emisión de una señal MPX básica

### En el receptor
Los pasos para descodificar la señal MPX varían en función de si es un receptor estéreo o no:

#### Receptor Mono
1.- Descodifica sólo la señal suma.

#### Receptor Estéreo
Si la emisión no es estéreo, se hacen los mismos pasos que el Receptor Mono. 
Si es estéreo, entonces procede de la manera siguiente:
- 1.- Recibe el tono piloto de 19kHz y activa el circuito descodificador estéreo interno.
- 2.- El descodificador extrae la señal Suma.
- 3.- El descodificador genera una señal de 38kHz en fase con el piloto de 19kHz.
- 4.- El descodificador desmodula la señal Resta.
- 5.- El descodificador combina las señales Suma y Resta para obtener los canales L y R originales.

Si el receptor tiene la posibilidad de mostrar la información proporcionada por el RDS, generará una portadora a 57kHz del mismo modo que lo hace con la de 38kHz, y podrá recibir correctamente los datos del sistema RDS y mostrar, por ejemplo, el nombre de la emisora que estamos sintonizando por pantalla.